# 메이지 여학교
메이지 여학교(일본어: 明治女学校 메이지죠갓코[*])는 1885년(메이지 18년) 개교하여 1909년(메이지 42년) 폐교한 도쿄에 있던 개신교 미션계열 여자학교다.
1885년 목사 키무라 쿠마지가 오늘날의 지요다구 이다바시에 개교했다. 시마다 사부로, 타구치 우키치, 우에무라 마사히사, 이와모토 요시하루가 발기인이 되었고 기무라의 아내이자 타구치의 손윗누이인 토코(鐙子)가 취체역을 맡았으나 토코는 이듬해 죽고 1887년부터 이와모토가 교감으로서 실무를 담당했다.
이와모토는 『여학잡지』도 출간하고 있었기 때문에, 잡지에 기고하던 호시노 텐치, 키타무라 토코쿠, 바바 코쵸, 토가와 슈코츠, 시마자키 토손, 아오야기 유비 등이 교단에 섰다. 철학은 오오니시 하지메, 심리학은 모토라 유지로, 국문학은 오오와다 타케키, 음악은 코다 노부, 영어는 츠다 우메코・와카마츠 시즈코, 의학은 오기노 긴코들이 가르쳤고, 그 밖에 토미이 오토・아라이 오스이・시마다 사부로・우에무라 마사히사・우치무라 간조(생물학)가 강사로 근무한 적도 있었다.
1892년 이와모토가 2대 교장이 되었다. 이와모토도 개신교도였지만 교내에 종교를 의식하지 않고 미션교육을 실시하지 않았다. 다만 하나님 앞에 평등한 남녀가 건전한 가정을 영위하기 위한 마음가짐을 학생들에게 요구했다. 교사와 기숙사는 낡았고 학생들의 복장도 검소했다. 운영위원회에는 학생도 참여했고, 기숙사는 자치제였다. 전국에서 양갓집 자녀들이 입학하러 모였고, 오오츠카 나오코처럼 남편이 해외 유학이나 출장을 간 중에 입학하기도 했다.
1892년 학교를 고지마치구 로쿠반정(현 지요다구 로쿠반정)으로 이전하고 학생 수가 300명에 달하는 전성기를 맞았다. 하지만 교회와 선교사의 경제적 원조를 받지 않아서 경영은 불량해졌다. 1896년 2월 심야의 실화로 교사・기숙사・교원사택 대부분이 소실되었다. 초미의 피난 와중에도 메이지 여학교 학생들은 의복이 흐트러짐이 없었다고 한다. 타다 남은 교사에서 토가와 야스이에, 사쿠라이 오손 등이 수업을 계속한 후, 1897년(메이지 30년) 도쿄부 키타토시마군 스가모(현 도시마구 니시스가모 2정목)에 교사를 신축했다. 1904년 이와모토는 교주(校主)로 물러나고 기숙사 사감이었던 쿠레 쿠미(쿠레 아야토시의 누이)가 교장이 되었지만, 재정난을 이기지 못하고 1909년 폐교했다.
치요다구 로쿠반정 3정목 1번지와 토시마구 니시스가모 2정목 14-11번지에 과거 메이지 여학교가 있었다는 기념표지판들만 남아 있다.